# La odisea (programa de televisión chileno)
La Odis3a es un programa de televisión chileno del tipo docu-reality. Se emite por el canal de televisión TVN, es presentado por Ricardo Astorga (viajero experto y líder del grupo) y Pangal Andrade (experto en deportes extremos). El programa cuenta con 3 temporadas al aire, con distintos aventureros dispuestos a realizar cada uno de los desafíos planteados.

## Sinopsis

### Primera temporada
Ricardo Astorga, Gabriela Pulgar y Pangal Andrade, vivirán una aventura extrema en el sur de Chile donde recorrerán más de cinco mil kilómetros. A través de un itinerario, ellos recorrerán la Patagonia de nuestro país para poner a prueba sus habilidades de sobrevivencia y practicarán deportes extremos. Entre las actividades que realizarán está el cazar jabalíes y cruzar el río Baker en kayak.

### Segunda temporada[5]
Astorga, Andrade y Camila Lacámara recorrerán ocho mil kilómetros, casi tres meses, más duro, más espectacular en la amazona, cuyos países serán; Ecuador, Perú y terminarán en Brasil. Los miembros del equipo se enfrentarán a un desafío distinto y concreto, como sobrevivir en la selva más peligrosa del mundo, sin comida y sin agua durante varios días, provisto sólo con machetes, arcos y arpones; ser aceptados y vivir con la tribu más hostil del continente americano, los Huaoranis; adentrarse en el corazón de la jungla y consumir plantas alucinógenas, experimentando con la ayahuasca y otras que guardan la cura a muchas enfermedades; navegar por los rápidos y cascadas en la zona más caudalosa y peligrosa del río Amazonas, en Ecuador; entrar en la tribu Munduruku, en pie de guerra contra Brasil; entre otras impactantes experiencias.

### Tercera temporada
Un grupo de siete aventureros nos mostrará los lugares más extremos y hermosos de la zona austral de Chile, para así enfrentar desafíos más extremos en uno de los lugares más inhóspitos del mundo, en una travesía de dos meses y medio por la Patagonia de 2.000 millas náuticas entre Puerto Montt y Puerto Williams, el equipo está conformado por Ricardo Astorga, Pangal Andrade, Marc Roquefere, Patricia Soto, Cristóbal Leviú, Carla Christie y Trinidad Segura.

## Temporadas
|  | Temp. | Episodios | Inicio              | Fin                   | Aventureros                                                                       |
|  | ----- | --------- | ------------------- | --------------------- | --------------------------------------------------------------------------------- |
|  | 1     | 8         | 3 de enero de 2013  | 28 de febrero de 2013 | Gabriela Pulgar                                                                   |
|  | 2     | 10        | 2 de enero de 2014  | 20 de marzo de 2014   | Camila Lacamara                                                                   |
|  | 3     | 11        | 23 de julio de 2014 | 1 de octubre de 2014  | Trinidad Segura - Marc Roquefere - Patricia Soto Carla Christie - Cristóbal Leviu |

## Episodios

### Primera temporada
| 1 | 1 | «Isla Wager: La aventura recién comienza»         | 3 de enero de 2013    | 12.5 |
| Peregrinan desde Caleta Tortel hasta la Isla Wagner para revivir el naufragio de la Fragata Wager colapsada en 1741 en la costa al sur del Golfo de Penas. En ese lugar nuestros protagonistas van a experimentar durante 3 días los sentimientos y peripecias que los náufragos debieron vivir durante once meses. Días de supervivencia donde Pangal Andrade debe cazar los alimentos, Ricardo hacerse cargo de la mantención de las carpas y el fuego y Gabriela comienza un proceso de aprendizaje junto a dos hombres expertos en la aventura. Días en búsqueda de agua dulce y de una larga espera mientras la inclemencia del tiempo no amaina. |   |                                                   |                       |      |
| 2 | 1 | «Colonos del Río Baker»                           | 10 de enero de 2013   | 13.0 |
| Los aventureros que lograron realizar tres días de sobrevivencia en la Isla Wager, protagonizan una nueva y extrema aventura. Revivir la hazaña de los primeros colonos que cruzaron desde Argentina para poblar el extremo sur. La aventura comienza en el Parque nacional Queulat, donde se encuentran los bosques más frondosos de Chile, luego llegan a Puerto Bertrand un hermoso y pequeño pueblo donde viven sólo 45 habitantes. Ahí, salen a pescar dejando al descubierto que Pangal no es un gran pescador, tras 5 horas no logró atrapar nada para comer. En cambio, Gaby consigue la cena de esa noche en poco tiempo. La travesía por el Baker sigue y al grupo de aventureros se suma “Tino”, un kayakista estadounidense amigo de Pangal, quien grabará todas las locuras del campeón mundial de rafting. Locuras extremas que comenzaron en el mismo río. El con más caudal del país. Ambos se colocan sus trajes, toman sus kayaks y caminan río arriba para lanzarse por los rápidos del río, aguas en las que ninguna persona se ha tirado, arriesgando su vida y preocupando a todo el grupo, principalmente a su tío y a Gabriela quien comenzó a rezar para que todo saliera bien. Sin embargo, nada ocurrió, a pesar de que el trayecto no estuvo exento de dificultades, el kayak se hundía y se daba vueltas, incluso Pangal pensó “hasta aquí nomas llegó”. Luego, pasan por la Reserva nacional Tamango un hermoso lugar, hogar de un animal en extensión y símbolo de nuestro país, el huemul, ciervo que tras verlo los deja cautivados y maravillados. Más tarde, el grupo pasa por Cochrane, a 1983 kilómetros de Santiago, donde Astorga es condecorado por los habitantes del sector con el título de “Gran Pionero de la cuenca del río Baker”, en agradecimiento y reconocimiento a todas las visitas que ha realizado al lugar. La travesía en el Baker continúa y los viajeros llegan a la casa de un colono ubicada en pleno río, allí pasan la noche para seguir camino a Tortel en la balsa del mismo colono que transporta madera, una rudimentaria embarcación hecha de palos y tirada por una lancha. Allí recorren un par de kilómetros acompañados de la dulce voz de Gaby que cautiva a Pangal hasta llegar a su destino. Finalmente, los aventureros llegan a caleta Tortel un hermoso pueblo que está conectado solo por pasarelas entre árboles y cerros, donde comparten con sus habitantes. Mientras, los coqueteos entre Pangal y Gaby comienzan con un incesante intercambio de bromas.                      |   |                                                   |                       |      |
| 3 | 1 | «Una increíble "Minga acuática"»                  | 17 de enero de 2013   | 13.0 |
| La aventura comienza con un percance, ya que el camino que recorrían estaba cortado por el volcamiento de un camión que los detuvo por algunas horas. Mientras tanto Pangal y su amigo Tino siguen en búsqueda de la cascada perfecta para correrla en Kayak. El primer intento no llegó a puerto, la cascada desembocaba en un lugar muy pequeño donde no podrían sobrevivir si se lanzaban, por lo que cambian la caída de agua por recorrer el río Simpson en kayak, una ruta que demoró algunas horas y que les permitió pasar por lugares a los que no se puede llegar si no es en ese tipo de embarcación. En el recorrido los dos deportistas extremos encontraron una loma que terminaba en el río y desde más de 40 metros de altura se lanzaron en una experiencia muy extrema y peligrosa. Más tarde la parada fue Puerto Aguirre, un lugar al que se llega a través de la navegación del fiordo de Aysén, un difícil recorrido donde el mar hizo mecerse la lancha de un lado al otro. A esa altura del viaje, a Ricardo, Gaby, Pangal y Tino, se les sumó Sara, una sobrina del documentalista y conductor de las rutas y, también, novia del estadounidense amigo del campeón mundial de rafting, quien se unirá a esta odisea desde ese día en adelante. En Puerto Aguirre son invitados a una experiencia inédita e impresionante, fueron testigos de una “Minga Acuática”, esa milenaria tradición chilota donde se cambian las casas de lugar sólo tiradas por una yunta de bueyes, pero esta vez fue a través del mar, jalando la estructura con lanchas y manteniéndola a flote con grandes boyas. Pero la salida de Puerto Aguirre fue difícil, el clima los mantiene atrapados en el lugar por un par de días, lo que acerca a Pangal aún más a Gaby, quienes se paseaban por el pueblo de la mano. Hasta que por fin llegó el buque Skorpios, un crucero que llega hasta la laguna San Rafael, que aceptó a bordo a los viajeros. Luego de un día de navegación llegan a las termas de Quitralco un lugar con piscinas de aguas cálidas en el muelle donde Tino y Pangal siguen con sus locuras lanzándose a las heladas aguas desde el techo del barco, preocupando a Gaby y Ricardo quien les advierte que el “piquero” debe ser sin piruetas y si les pasa algo se irían del viaje. La aventura de este capítulo llega a su fin en un lugar muy apetecido por los turistas que llegan a este rincón del mundo: La laguna San Rafael, donde recorrerán los campos de hielo con témpanos milenarios que tiene entre 12 mil y 20 mil años. |   |                                                   |                       |      |
| 4 | 1 | «Tras la huella del pirata Ñancupel»              | 24 de enero de 2013   | 11.1 |
| Isla Gala recibe a los viajeros con días de sol, a pesar de que las precipitaciones en ese lugar son de 2.600 mm. al año. Allí Gabriela tiene un bello encuentro con los niños para jugar y compartir entre ellos, ya que en esa isla no existen los jardines infantiles. Al día siguiente, Ricardo, Pangal y Gabriela salen a “mariscar”, en donde sacan cholgas y pescan a la afamada “merluza austral”. Entre tanto, el romance entre Gabriela y Pangal se hace más evidente y se suma a las escenas románticas entre Tino, el amigo norteamericano de Pangal, y Sarita, otra de las primas del clan Astorga, que también participa del viaje. Desde Isla Gala a Melinka el trayecto dura una noche en barco y es en este último poblado donde se esconde la caverna del pirata Ñancupel. Cráneos, huesos y muchos vestigios humanos dan cuenta de la existencia de un personaje que fue fusilado en la plaza pública por los crímenes que cometió. |   |                                                   |                       |      |
| 5 | 1 | «Ricardo Astorga castra corderos con su boca»     | 31 de enero de 2013   | 11.5 |
| Pangal y Tino bajan en kayak el Futaleufú, un río de grado 5 o 6, donde la muerte está presente en cada movimiento que hagan quienes vayan en la embarcación. Los protagonistas conocen a Atilio García, un hijo de nativos de Futaleufú con el que comparten algunas de las tradiciones de la zona, como el rodeo o capar corderos. Astorga practica la castración de corderos con su propia boca, ya que dice, que los animales tienen menos riesgos de infección si se les extraen sus genitales con la boca que con algún cuchillo. Pangal y Gabriela se niegan a imitar las prácticas de Ricardo, pero disfrutan de los tres corderos al palo que ofrecen las familias para celebrar sus tradiciones. El viaje continuo por las islas que rodean la provincia de Palena, donde se asientan durante todo un día, comiendo únicamente una trucha pescada por Pangal. En una breve clase de remo vuelve a florecer el romanticismo entre Pangal y Gabriela. Finalmente, durante el viaje en balsa por las islas intentan alimentarse de la flora del paisaje, pero sufren por más de una caída al agua. |   |                                                   |                       |      |
| 6 | 1 | «La accidentada bajada de Pangal en Chaitén»      | 7 de febrero de 2013  | 11.4 |
| El sobrino de Ricardo Astorga casi se ahoga tras una difícil maniobra en un correntoso río practicando kayak.El 4 de mayo del año 2008 se desató la erupción del hasta ese momento, un cerro inofensivo. Desde ese instante se llamaría volcán Chaitén y desataría una de las tragedias más grandes de la Patagonia chilena. Ahí, Ricardo Astorga, Pangal y la ex miss Chile, subien hasta la punta del volcán y aprecian la destrucción de un bosque atacado por una ola de calor y los vestigios de una catástrofe que, a cinco años de su aparición, aún muestra los impresionantes daños. Luego visitaron al pueblo, vieron su esperanza, sus ganas de vivir y de volver a sus casas, todo bajo el eslogan de “Chaitén que vive, hermoso como siempre”. Más tarde, los protagonistas recorren un gran bosque y se encuentran con una cascada gigante que nadie había transitado. Precalentaron en una corriente más pequeña, pero la peligrosidad impidió que navegaran la gran cascada, más aún cuando Pangal, en medio del río, se descuidó, su kayak trabó en una piedra, se hundió y el ex chico reality casi se ahoga, debiendo dejar la balsa ahí y nadar hasta la orilla. También, andan por el Lago Tagua Tagua, el río negro y el Parque nacional Pumalín donde existen Alerces de hasta cinco mil años. Finalmente llegan al final de la Patagonia por el norte de ella, ahí a la comuna de Cochamó y se aventuran a uno de los sectores más lejanos de Chile. En ese lugar, visitan a una de las primeras personas que vivían en esos cerros cuando aún eran vírgenes, conocieron su historia de dolor y esfuerzo luego de que fueran desterrados de Argentina. |   |                                                   |                       |      |
| 7 | 1 | «La aislada vida de los chilenos en la Patagonia» | 21 de febrero de 2013 | 11.4 |
| La aventura de Ricardo, Pangal y Gabriela continúa en búsqueda de la Ciudad de los Césares. Esta vez el grupo llega hasta Llanada Grande, un destino escondido en la Patagonia chilena donde conocen a chilenos que hacen patria en los recónditos parajes del sur de nuestro país. La aventura comienza con la caza de jabalís, animales que fueron introducidos por los argentinos hacia nuestro país a comienzos del siglo XX, y que hoy puede cazarse en cualquier época del año en territorio chileno gracias a la Ley de Caza. El grupo sale acompañado de Wilson, un colono que desde los 12 años captura jabalíes en su zona. Luego van por el río Ventisquero durante siete horas a caballo hasta el arroyo; y en la única casa que existe cerca de él, conocieron a Bernardita, una mujer que vive hace años completamente sola en el lugar. El equipo de La Odisea la ayuda a construir su invernadero y conocen las razones que ha tenido para permanecer en el lugar. A la siguiente estación del viaje llegan en balsas, bajando por el río hasta Primer Corral y Segundo Corral, los últimos campos habitados en territorio chileno; no sin antes caer de las balsas y aventurarse por los rápidos fluviales de la Patagonia. En Primer Corral Ricardo Astorga conoce a Herminia, una mujer de 90 años que llegó de Argentina junto a su esposo y se quedaron en tierras chilenas. En Segundo Corral, Pangal y Gabriela conocen la única escuela de la zona, donde su director es el mismo inspector y profesor de los 7 niños que asisten a ella. Junto a ellos, Gabriela canta una canción y comparten un rato agradable. Lo que parece una aventura para descubrir La Ciudad de Los Césares, se confunde con leyendas y epopeyas de personas que han decidido renunciar a la ciudad para hacer patria en el paraje patagónico. |   |                                                   |                       |      |
| 8 | 1 | «Pangal conquista el corazón de Gabriela»         | 28 de febrero de 2013 | 9,5  |
| En su búsqueda de más de tres días de viaje para ser los primeros en encontrar la legendaria ciudad de los Césares. Luego de más de 60 días por la Patagonia el viaje llega a su fin. Ricardo Astorga, Pangal Andrade y la ex miss Chile Gabriela Pulgar, exploran hasta el límite de Chile con Argentina, un viaje largo, cansador y peligroso, donde incluso ha muerto gente. Todo esto para llegar a la ciudad de los Césares, un lugar mítico al que nunca nadie llegó. Como es costumbre, Pangal se sube a su canoa en búsqueda de cascadas por el sector. Aquí encuentra una cascada de cuarenta metros de altura, lamentablemente para él, era muy peligrosa para la canoa, pero de todas maneras se tira en caída libre. Luego empieza el viaje a El León, un pequeño pueblo que no se encuentra en ningún mapa, conformado por quince familias y cerca de 140 habitantes. Para llegar tienen que viajar tres días a caballo y muchas veces a pie. El camino es peligroso, e incluso, hay gente que ha muerto por intentar atravesarlo. La primera noche tienen que dormir en una casa abandonada perdida en el camino. Ya en El León son muy bien recibidos y pasean por la ciudad, conocen su difícil situación por su dependencia de Argentina. Pangal y Gabriela terminan en Bolsón, una ciudad argentina con más de ocho mil habitantes, en donde comen papas fritas con cerveza, algo impensados en el territorio chileno. Al volver a Chile, el grupo parte su viaje a la ciudad de los Césares, pero nunca logran encontrar la leyenda. Sin embargo, esta travesía reporta para Pangal un nuevo amor que sella el capítulo con un apasionado beso con Gabriela Pulgar. |   |                                                   |                       |      |

### Segunda temporada
| 1 | 2 | «La conquista del Amazonas: Desafío Huaorani»   | 2 de enero de 2014    | 13.3 |
| Ricardo Astorga, Pangal Andrade y Camila Lacámara convivieron con la tribu más hostil del Cono Sur para dar vida a una nueva aventura de La Odisea. La conquista del Amazonas comienza Ecuador con los "Huaoranis", la tribu más hostil y temida del continente. Ricardo Astorga, Pangal Andrade y Camila Lacámara darán vida a una nueva temporada de "La Odisea" para cumplir el desafío de sobrevivir en la selva más salvaje del mundo. |   |                                                 |                       |      |
| 2 | 2 | «Desafío kayak en los rápidos del Río Amazonas» | 9 de enero de 2014    | 10.8 |
| Vencer y descender los ríos más extremos de Ecuador que dan nacimiento al Amazonas es el nuevo desafío de La Odisea. Pangal Andrade experimentó un fuerte golpe de adrenalina cuando puso a prueba su destreza para descender en los ríos más extremos y caudalosos del Amazonas. Mientras tanto, Ricardo Astorga y Camila Lacámara se internaron en la selva ecuatoriana para explorar misteriosas cavernas y hermosas reservas naturales. |   |                                                 |                       |      |
| 3 | 2 | «La sobrevivencia para llegar a Sharamentsa»    | 16 de enero de 2014   | 11.7 |
| Solos y bajo una lluvia torrencial, los aventureros vivirán una experiencia al límite en la ribera del río Pastaza en medio del Amazonas. Este fue el inicio de su travesía para conocer a la tribu Ashuar. En el desafío de hoy se pondrá a prueba la sobrevivencia de Ricardo Astorga, Pangal Andrade y Camila Lacámara en la peligrosa selva amazónica, bajo un clima adverso y situaciones extremas. Tendrán que realizar una hostil travesía, sin agua y comida, para poder sumergirse en la comunidad Ashuar, los guardianes de la selva. |   |                                                 |                       |      |
| 4 | 2 | «Desafío Bora: La búsqueda de la anaconda»      | 30 de enero de 2014   | N/A  |
| Ricardo Astorga, Camila Lacámara y Pangal Andrade enfrentan un nuevo desafío en La Odisea: Cazar una anaconda junto al pueblo Bora. Las aventuras extremas y desafiantes continúan en La Odisea: La conquista del Amazonas. Esta vez Ricardo Astorga, Camila Lacámara y Pangal Andrade enfrentan sus miedos junto al pueblo Bora en la búsqueda y caza de una anaconda en medio de la selva. |   |                                                 |                       |      |
| 5 | 2 | «Desafío ayahuasca: La medicina del Amazonas»   | 6 de febrero de 2014  | 11,7 |
| Ricardo Astorga, Camila Lacámara y Pangal Andrade enfrentan un nuevo desafío en La Odisea: Consumir ayahuasca, la planta más poderosa y sabia de los chamanes amazónicos. El equipo de La Odisea se interna en la selva peruana para consumir ayahuasca, la planta madre de los chamanes amazónicos. Astorga, Lacámara y Andrade sienten en carne propia los efectos de este poderoso brebaje. |   |                                                 |                       |      |
| 6 | 2 | «Desafío Manaos: La miseria del río»            | 13 de febrero de 2014 | 10,6 |
| Astorga, Lacámara y Andrade enfrentan un nuevo desafío en La Odisea: Vivir tres días en la pobreza del Amazonas brasileño. El equipo de La Odisea se interna en el sector más pobre del Amazonas para convivir con sus habitantes durante tres días. Ricardo Astorga, Camila Lacámara y Pangal Andrade conocen el dolor de Manaos y muestran la impactante realidad del Amazonas brasileño. |   |                                                 |                       |      |
| 7 | 2 | «Desafío Parintins: Carnaval en la selva»       | 20 de febrero de 2014 | 10,8 |
| Astorga, Lacámara y Andrade enfrentan un nuevo desafío en La Odisea: desfilar en el Festival de Parintins en Brasil, el carnaval más grande del mundo. El equipo de La Odisea se interna en el Amazonas de Brasil con el objetivo de participar en el Festival de Parintins. Ricardo Astorga y Pangal Andrade hicieron todo lo posible para que Camila Lacámara formara parte de este gran carnaval. |   |                                                 |                       |      |
| 8 | 2 | «Desafío animales: Amazonía en peligro»         | 6 de marzo de 2014    | 12,2 |
| Astorga, Lacámara y Andrade enfrentan un nuevo desafío en La Odisea: Conocer la fauna en peligro de extinción en el Amazonas. El gran desafío para esta nueva edición de La Odisea, es conocer la fauna en peligro de extinción del Amazonas. Ricardo, Camila y Pangal recorrerán lugares fascinantes de Ecuador y Perú, llegando hasta centros de rescate y reservas nacionales para conocer y compartir con algunos animales en estado de protección y conservación.                                                                          |   |                                                 |                       |      |
| 9 | 2 | «Desafío Munduruku: La lucha por el río»        | 13 de marzo de 2014   | N/A  |
| Astorga, Lacámara y Andrade enfrentan un nuevo desafío en La Odisea: Conocer la tribu guerrera del Tapayós en el Amazonas de Brasil. El gran desafío para esta nueva edición de La Odisea es internarse en el Amazonas de Brasil para conocer a la tribu guerrera Tapayós. Ricardo Astorga Camila Lacámara y Pangal Andrade deben alcanzar al grupo de indios Manduruku y descubrir su lucha contra las represas que amenazan el río. |   |                                                 |                       |      |
| 10 | 2 | «Desafío Pororoca: La ola más grande del mundo» | 20 de marzo de 2014   | N/A  |
| La aventura de La Odisea: La conquista del Amazonas culmina con este último desafío: Conocer la poderosa ola llamada "Pororoca". Ricardo Astorga, Pangal Andrade y Camila Lacámara vivieron 75 días supervivencia, riesgo, impacto y muchas aventuras. Hoy conocemos su desafío final: Llegar hasta la ola más grande del mundo que se forma con el encuentro entre el río Amazonas y el mar en Brasil. |   |                                                 |                       |      |

### Tercera temporada
| 1 | 3 | «Desafío 1: El último colono»                               | 23 de julio de 2014      | 12,1 |
| ¡Llegó el momento de emprender el viaje a la Patagonia profunda! Será una aventura extrema por los lugares más desconocidos y peligrosos del extremo sur de nuestro país. Iniciamos la ruta desde Puerto Montt la que será la puerta de entrada a las tierras australes para cumplir el primer desafío: Llegar a la casa de don Heraldo Real, el colono más aislado del país. Para eso nuestros aventureros se dividirán en grupos: Carla Christie con Cristóbal Leviú zarpan desde Puerto Montt en el barco que será por los siguientes meses su hogar, mientras Ricardo Astorga, Pangal Andrade, y Trinidad Segura visitarán Villa O'Higgins en busca de ser testigos de la "apialada". Un tercer grupo, conformado por Patricia Soto y Marc Roquefere inicia a pie un camino que tomará más tiempo del planificado. Puerto Montt es la capital de la provincia de Llanquihue y de la Región de Los Lagos. Sus orígenes pueden remontarse hasta casi 14.600 años atrás debido a restos arqueológicos encontrados a unos pocos kilómetros del centro de la plaza de armas de la ciudad, restos que finalmente sepultarían las teorías sobre un poblamiento reciente de América.Posee recursos naturales increíbles, su diversidad de flora en amplios bosques y naturales lagos se complementa con hermosos paisajes decorados por volcanes, lo que hace que esta ciudad se transforme en un lugar único con innumerables atractivos turísticos. Además, es rica en diversidad de mariscos y pescados, con la conocida caleta Angelmó donde puede encontrarse desde pulmay hasta los famosos salmones rosados, pasando por erizos, cholgas, machas y locos. Fue fundada en 1853 por Vicente Pérez Rosales, y debe su nombre al presidente de la época, Manuel Montt. Los habitantes de la ciudad tenían como principal actividad la explotación de alerces.Gracias a su ubicación, Puerto Montt es el nexo con el resto del sur del país, desde donde parten los vuelos y barcos que transporten a las regiones más australes de Chile, siendo así el punto de partida de nuestra aventura en la inmensidad de la Patagonia. Villa O'Higgins es un pueblo que posee cerca de 500 habitantes en la desembocadura del río Mayer, es el lugar donde finaliza la carretera austral y puerta de entrada de Campos de Hielo Sur y posee el Lago O'Higgins - San Martín, el cual con una profundidad de 836 metros se considera el lago más profundo del continente y el quinto en el mundo además de caracterizarse por estar dividido a la mitad entre Argentina y Chile. Nuestros aventureros conocerán las tradiciones del pueblo, como la conocida "apialada" de los caballos, y serán testigos de la hospitalidad de sus habitantes al compartir un banquete con animales que llevan casi 18 horas al fuego. Acá no hay tecnología de último modelo, no se usan los teléfonos celulares ni hay cajeros automáticos, sus pobladores disfrutan de las cosas simples de la vida y la tranquilidad del día a día entre la pesca, montañismo o cabalgata, donde Trinidad, Ricardo y Pangal preparan sus energías antes de continuar el viaje en la búsqueda del colono más austral de Chile. Tortel es el pueblo más austral de la región de Aysén. Se ubica entre los Campos de Hielo Norte y Sur, donde desemboca el río Baker (el más caudaloso del país) y forma parte del recorrido del río Bravo.Fue fundada el 28 de mayo de 1955, basa su economía en la extracción de Ciprés de las Guaitecas y se caracteriza principalmente por la gran red de pasarelas construidas en cipreses que reemplazan el cemento y las típicas calles. Desde Tortel se da origen a las reservas de agua dulce más grandes del mundo y será el punto de encuentro de nuestro grupo para continuar la ruta hacia la casa de don Heraldo Real, el colono más austral del país. |   |                                                             |                          |      |
| 2 | 3 | «Desafío 2: Superar el Río Bravo»                           | 30 de julio de 2014      | N/A  |
| Ya internados en la Patagonia llegó el momento de continuar el camino, esta vez nos encontramos de frente con el río Bravo, que le hará honor a su nombre y pondrá en peligro a nuestros viajeros. Ya estando juntos en la casa de Heraldo, nuestros aventureros preparan el nuevo viaje comiendo una vaca recién asada mientras conocemos a profundidad al colono más austral del país quien nos comparte sus experiencias viviendo solo, las dificultades de no recibir visitas en casi un año y la pena de la reciente muerte de su hijo. Mientras Cristóbal Leviú y Carla Christie sobre el barco van hacia el Golfo de Penas enfrentando los mares más violentos. Este golfo que recibirá en una primera etapa a Carla y Cristóbal se encuentra en el Océano Pacífico y forma parte de la región de Aysén, este tiene por característica los grandes temporales que arrecian sin piedad interrumpiendo el viaje tranquilo de las embarcaciones que se atreven a atravesarlo. Esta zona costera fue habitada por Alacalufes, desde hace más de 6000 años siendo transitada en canoas por estos nómades que vivían de la pesca y recolección llegando al Estrecho de Magallanes.En la costa norte del Golfo de Penas se inicia la Cordillera de la Costa hacia el norte, mientras que para el sur empiezan los Canales Patagónicos.Carla y Cristóbal, nuestros navegantes, se dirigen a Caleta Tortel, teniendo como paso el Golfo de Penas, pero la falta de comunicación con el Faro Raper complica el camino al no saber la condición climática, la cual empeora cada vez más por lo que deciden fondear en Puerto Barroso, y una vez que se calme el clima emprender el camino definitivo al encuentro de todo el grupo. Saliendo de la casa de Heraldo Real, el grupo nuevamente se divide. Ricardo Astorga junto a Trinidad Segura comienzan su caminata por una ruta que durará mucho tiempo más del planificado, Marc Roquefere y Patricia Soto caminarán siguiendo al equipo kayakista conformado por Pangal Andrade, Aniol Serrasoles y Marcos Gallegos, quienes se enfrentarán directamente al Río Bravo.Mientras los caminantes se pierden en las laderas de este río, los kayakistas cada vez se enfrentan a corrientes más fuertes, pero que a la larga resultan ser fácilmente sorteables. Terminando la primera etapa del camino, nuestros aventureros se encuentran en una playa a un costado del río Bravo, esta etapa fue para los kayakistas relativamente fácil cumpliéndolo en un poco más de dos horas mientras que a los caminantes les tomó cerca de siete horas. Después de un merecido descanso se vuelven a separar. Esta vez Ricardo Astorga con Trinidad Segura van en la búsqueda de los navegantes que van en el barco, mientras los kayakistas nuevamente ingresan al río siendo supervisados por Patricia Soto y Marc Roquefere quienes siguen su camino.Pero una cascada imposible detiene a los kayakistas, quienes deberán pedir la ayuda de Marc y Patricia que acuden a su rescate con cuerdas y arneses. Pangal con sus amigos juntos con Marc y Patricia llegan de regreso a Villa O'Higgins antes de realizar el último paso para cumplir el desafío de hoy, y se alojan en la casa de Papo, un viejo amigo con quien Pangal se enfrenta en un desafío de "gallito" para distender el ambiente y prepararse anímicamente para la última etapa.Mientras Ricardo y Trini ya en Caleta Tortel visitan a Yayo, un amigo cantante que acompañará a la tripulación quien se presenta en el festival de la canción, en un momento de distensión antes de emprender el rumbo a Puerto Yungay para esperar a los kayakistas para por primera vez juntar el equipo completo en el barco. |   |                                                             |                          |      |
| 3 | 3 | «Desafío 3: Cruzar el Seno Horacio hasta el Fiordo Ofhidro» | 6 de agosto de 2014      | N/A  |
| Después de descansar y disfrutar las bellezas de Tortel, nuestros aventureros deben iniciar los verdaderos desafíos de esta Odisea. Durante los siguientes dos meses no pararán y se enfrentarán constantemente a grandes dificultades y cada vez más a desafíos más extremos.Para este desafío nuestros viajeros nuevamente se dividen. El plan es que Ricardo Astorga con Patricia Soto y Carla Christie atraviesen el Seno Horacio a pie, abriéndose paso por sus frondosos e inexplorados bosques y sorteando ríos furiosos por la lluvia y quebradas empinadas. Mientras Pangal, Trini Segura, Marc y Cristóbal en el barco estarán atentos para ir a rescatarlos cuando finalmente terminen el viaje. El Seno Horacio es un fiordo ubicado en la región de Aysén del General Carlos Ibáñez del Campo, se ubica en las coordenadas 48°19′0″ S y 74°4′60″ W en formato DMS y -48.3167 y -74.0833 en grados decimales. Es estrecho, de paredes muy empinadas y atravesada por ríos que aumentan su cauce a raíz de las lluvias. Forma parte de la comuna de Tortel y no posee mayor información puesto que nunca ha sido explorado en su totalidad.Mientras se acercan Ricardo Astorga inmediatamente nota que la información de mapas que poseen no es muy útil, al ser un lugar casi inexplorado la realidad les muestra que el viaje será más complicado de lo planeado y el tiempo planificado se duplica. Como Marc Roquefere predijo: "Será una batalla campal", ya que pasando unas horas de caminata, Astorga, Patricia y Carla sufren las inclemencias de una lluvia sempiterna que aumenta el caudal de los ríos impidiendo un camino recto y sencillo. Esto sumado a los cerrados bosques que obligan el uso de un machete para abrirse paso hacen que el primer día no puedan avanzar mucho teniendo que establecer campamento y extender un viaje que estaba planificado para un día y medio a tres.La falta de provisiones y la humedad han hecho que el viaje sea muy lento, pero al fin se abre el cielo permitiendo caminar bajo el sol, lo que permite que nuestros viajeros en un envión anímico puedan subir hasta los 900 m s. n. m. y así poder ver el final del camino y empezar el descenso. En la cima del Seno Horacio nuestros exploradores pueden divisar el Campo de Hielo Sur, la tercera reserva en el mundo de hielos continentales. De este campo se desprenden 49 glaciares y cerca del 85% de su extensión pertenece al territorio chileno. Debido a la amplia riqueza de flora y fauna y la casi nula intervención del humano, esta zona está calificada como área protegida por los gobiernos de Chile y Argentina. Además forma parte de los parques nacionales Bernardo O'Higgins, Torres del Paine en Chile y Los Glaciares en Argentina. Acá nuestros viajeros se distienden un poco tomándose fotografías y observando a los cóndores que los vigilan desde lo alto. Después de más de 30 horas de caminata, viene el último desafío que es poder descender de quebradas cada vez más empinadas y difíciles, para poder hacer señales de humo y esperar el rescate de los aventureros que van en el Barco. Mientras los caminantes sufren por la dificultad geográfica y climática Leviú, Trini y Pangal recorren los alrededores ingresando al Parque nacional Bernardo O'Higgins donde Cristóbal recoge Calafates por montón para preparar un delicioso kuchen, y buscan ser testigos de la presencia de un Huemul, animal cada vez más escaso en vía de extinción. El parque nacional Bernardo O'Higgins es el parque más grande del país. Es uno de los más variados en topografía, destaca por la presencia de poblados Kaweskar y la belleza coronada por las inmensas superficies de hielo transformándose en la más grande reserva de agua dulce del mundo. Posee una amplia diversidad de animales tanto terrestres como marinos destacando la presencia de Zorros Culpeos, Huemules y algunos gatos silvestres.En este privilegiado lugar nuestros navegantes disfrutarán haciendo tiempo mientras esperan la llegada de los caminantes. |   |                                                             |                          |      |
| 4 | 3 | «Desafío 4: Llegar al nunatak del glaciar Témpano»          | 13 de agosto de 2014     | N/A  |
| Nuestros aventureros deciden recorrer el Parque nacional Bernardo O'Higgins, el parque más grande del país. Un lugar maravilloso lleno de escenarios nunca antes vistos y habitado por los pocos huemules que viven su vida silvestre en ese paraíso terrenal. Los huemules son el ciervo más austral del mundo y son parte del emblema nacional, pero lamentablemente están en peligro de extinción desde 1976 quedando cerca de 700 ejemplares vivos distribuidos entre la Patagonia argentina y la chilena.Cada vez más escasos, los huemules fueron declarados el año 2006 como monumento natural de Chile y se busca la preservación de éstos en lugares protegidos como el parque.Nuestros aventureros tienen la fortuna de junto al guardaparques encontrar algunos huemules que probablemente nunca habían visto algún humano reaccionando de manera tímida y cautelosa, pero sin grandes sobresaltos.Durante la estadía en este maravilloso lugar pudimos conocer a la familia del guardaparques en una casona en medio del alejado y maravilloso parque disfrutando la hospitalidad característica del patagón. Ricardo Astorga en uno de sus increíbles viajes anteriores había recorrido estos lugares quedando sorprendido por la magnitud de los glaciares y el vivo recuerdo de un gran lago en medio del camino, así que decide ir junto a Carla Christie y Cristóbal Leviú a buscar esos viejos parajes que viven en su memoria y comprobar la magnitud del cambio climático.Por otro lado, Pangal, Trini, Patricia y Marc emprenden el camino hacia el "nunatak" en medio del glaciar, un lugar nunca antes explorado. Pero el camino no se ve fácil, por lo que los expertos Marc y Patricia deciden tantear el lugar para buscar la mejor ruta, retrasándolos en sus planes y generando la impaciencia de Pangal quien quiere llegar pronto al objetivo, generando diferencias de opinión. Lo cierto es que en medio de la búsqueda del mejor camino el inexperto Pangal decide ir por su cuenta junto a un camarógrafo directamente al "nunatak" ignorando las recomendaciones de seguridad de los expertos, perdiéndose fácilmente por la llegada de una neblina que impide la vista a larga distancia.Por otro lado, Ricardo y su equipo encuentran una realidad desoladora: el lago está seco y los glaciares han retrocedido muchos metros, dando una señal de alerta sobre el futuro del lugar. La osadía de Pangal le está costando cada vez más caro, ya que no parecen llegar al destino y el cansancio junto con el miedo cada vez toman más protagonismo. Pero lamentablemente no hay señales de los expertos ni de Ricardo, por lo que está totalmente solo en el glaciar sin una ruta definida ni equipos para acampar. ¿Qué sucederá con Pangal? ¿Logrará encontrar al resto del equipo sin sufrir las consecuencias?. |   |                                                             |                          |      |
| 5 | 3 | «Desafío 5: Ser cholgueros en la última cuadrilla»          | 20 de agosto de 2014     | N/A  |
| Camino a Puerto Edén nuestros aventureros buscan conocer la difícil vida de los cholgueros en estas lejanas tierras, pero antes de eso recibimos un desafío imposible de rechazar: Jugar un partido de fútbol con los habitantes del pueblo. ¿Quién ganará?. Puerto Edén está situado en el entorno del Parque nacional Bernardo O'Higgins y su población se remonta hace más de 6000 años por indígenas kawésqar. Actualmente tiene una población de cerca de 250 personas, de los cuales 15 son kawésqar. Este pueblo ha sufrido una baja notable en su población, debido a lo difícil que es vivir allí lejos de todo y sin diversidad laboral, Ricardo lo recorre recordando los tiempos en que estaba llena de vida y sus casas no estaban abandonadas o cerradas con candados. Después de recorrer en medio de la añoranza, Ricardo pone manos a la obra. Esta vez el desafío es conocer y vivir las dificultades de los pocos grupos de cholgueros que aún persisten en Puerto Edén, pero se dividen en dos grupos: Marc y Patricia tomarán otra ruta buscando conocer a las personas que extraen ostiones, mientras los demás atraviesan el río hasta encontrar un pequeño campamento perdido en medio de los cerros. En este campamento trabajan cinco personas, quienes durante un mes entero se dedican totalmente a la recolección de cholgas. Un trabajo duro que inicia desde las 5 de la madrugada y pareciera no tener fin. Seremos testigos y participaremos de esta dura labor que incluye desde bucear para recolectarlas hasta dejarlas ahumadas y totalmente listas.Te invitamos a ser parte de esta aventura, a conocer y acompañar a las pocas personas que realizan estos trabajos, que son tradiciones que poco a poco se van perdiendo.. |   |                                                             |                          |      |
| 6 | 3 | «Desafío 6: Explorar las cavernas de isla Madre de Dios»    | 27 de agosto de 2014     | N/A  |
| Habiendo dejado atrás la emocionante historia de los cholgueros, nos subimos al barco y continuamos nuestro viaje por las aguas patagónicas, nos enfrentamos al Golfo Trinidad pero el camino se presenta bravo y difícil de superar con olas cada vez más fuertes que impiden que nuestros viajeros se puedan sostener en pie. El golfo Trinidad forma parte de los canales patagónicos, y fue parte activa de los caminos que realizaban las poblaciones kwésqar hace casi 6000 años, como está rodeada de cerros y tierras de altura, presenta fuertes vientos y un clima hostil. Isla Guarello es la única isla habitada en el archipiélago Madre de Dios, tiene una gran importancia puesto que acá se encuentra el mineral de piedra caliza. Su formación proviene desde la época terciaria, es producto de la misma causa geológica que formó la cordillera de la Costa y la de los Andes. Acá nuestros viajeros encuentran un grupo de pescadores, quienes comparten un par de bacalaos con ellos y nos cuentan su compleja realidad en la que deben pagar por trabajar. Después de ese simpático momento de interacción con las personas en Isla Guarello seguimos nuestro camino hacia las cavernas de Madre de Dios. Ricardo Astorga recuerda que existen unas cavernas que habitaron las poblaciones kawésqar y desea conocerlas y ser testigo de las pinturas que dejaron como vestigios de su vida en el lugar por lo que decide hacer un equipo con Cristóbal Leviú mientras que el otro equipo de Pangal junto a Marc, Patricia, Carla y Trini van a buscar unas cavernas en medio de las montañas de caliza que parecen inalcanzables.La isla Madre de Dios es comúnmente llamada "La isla imposible", es que sus lluvias casi eternas y los fuertes vientos además de la geografía irregular e imposible de superar la hacen un lugar altamente peligroso y por ende casi inexplorada. Su clima es "templado frío lluvioso" con lluvias que llegan hasta los 9000 mm anuales. Fue nombrada patrimonio natural el año 2008 en un afán de proteger su diversidad y belleza de la destrucción y preservarla intacta. La llegada de los equipos a sus objetivos se ve imposible ya que mientras más pasa el tiempo, más empeoran las condiciones climatológicas, resulta imposible que Ricardo pueda pisar tierra, ya que el oleaje aleja el bote de la costa haciendo que deban regresar al barco y planificar mejor el camino. Y para el grupo de Pangal y compañía las cosas tampoco se ven bien. El fuerte viento y el frío que cada vez va empeorando empiezan a causar problemas en el equipo, ya que empiezan a llegar los síntomas de hipotermia y el miedo de no saber si podrán superar la misión por lo que deciden regresar y planificar mejor el viaje, porque este camino no es para todos, solo para los más experimentados. |   |                                                             |                          |      |
| 7 | 3 | «Desafío 7: Última Esperanza, los sueños de la Patagonia»   | 3 de septiembre de 2014  | N/A  |
| Puerto Natales, es capital de la provincia de Última Esperanza, llamada así por el navegante español Juan Ladrillero al pensar que ese viaje sería su última esperanza para ubicar el Estrecho de Magallanes, es considerada la puerta de entrada para las conocidas Torres del Paine y será el lugar en el cual nos dividiremos para enfrentar cada uno sus propios desafíos.En este momento buscaremos cumplir los sueños personales de cada integrante, Ricardo Astorga quiere buscar a los majestuosos cóndores y conocer sus nidos, mientras que Marc y Patricia buscarán escalar el último glaciar del hielo patagónico sur, Trinidad con Pangal llegarán a la Punta Dungeness para surfear las olas más australes del país, Carla Christie quiere bucear en la Laguna Azul para conocer la biodiversidad del lugar y Cristóbal Leviú se prepara para una competencia de cocinar corderos contra los expertos patagones. La llegada de Marc con Patricia al glaciar los hace temer por la seguridad de la escalada, puesto que la presencia de grandes bloques de hielo en la cima entregan la posibilidad de desprendimientos en cualquier momento. ¿Qué camino deberán tomar?. Ricardo Astorga va por su cuenta escalando empinadas montañas en búsqueda de nidos de cóndores, pero la búsqueda no rinde los frutos que esperaba. Pangal y Trinidad llegan a la Punta Durgeness buscando las olas más australes, en este territorio oriental se ubica la lengua de tierra que divide la región de Magallanes y la Antártica Chilena y la región de Santa Cruz de Argentina. Acá está ubicado el faro que cobró gran importancia en el siglo XX al servir para guiar el paso de los trasatlánticos por el Estrecho de Magallanes. No son las olas más grandes ni las más impactantes, es probable que tampoco encuentren un gran desafío, pero lo importante del lugar es que se podrá surfear en las olas más australes, algo inédito, cumpliendo el sueño de Trinidad Segura que será acompañada de Pangal. Carla Christie con la ayuda de la CONAF conoce el lado desconocido de Torres del Paine, y explora lugares que pocas veces reciben público. Es acá donde buceará conociendo aguas totalmente limpias y libres de la intervención humana. ¿Qué especies encontrará?. Cristóbal por su parte busca las mejores especias y recomendaciones para poder ganar la competencia del cordero, en la cual enfrentará a verdaderos expertos en la materia, algunos cocineros profesionales vendrán desde el extranjero buscando demostrar cuál es la mejor preparación del cordero. ¿Ganará Cristóbal Leviú la competencia más difícil de cocina?. |   |                                                             |                          |      |
| 8 | 3 | «Desafío 8: Los reyes de la Patagonia»                      | 10 de septiembre de 2014 | N/A  |
| Como es costumbre nuestro equipo se dividirá en búsqueda de diferentes objetivos, así Ricardo Astorga buscará conocer a los pumas que se encuentran cerca de Torres del Paine y los demás aventureros llegarán a la Isla Carlos III a ver de cerca y bucear con las ballenas jorobadas, pero el camino no se presentará fácil. Esta zona turística se ubica en la región de Magallanes y la Antártica Chilena y es parte de la provincia de Última Esperanza, es mundialmente conocida por los grandes cuernos de granito que fueron modelados por la fuerza de los hielos glaciares.Fueron escogidas como el quinto lugar más hermoso del mundo por National Geographic, además de ser escogida como una de las ocho maravillas del mundo por millones de votantes en internet.Se caracteriza por su gran diversidad de fauna, entre las cuales destaca la presencia de ñandú, lechuzas, zorros, chingue y nuestro protagonista, el puma. Acá Ricardo Astorga comienza su propio desafío: el conocer y ver de cerca a los pumas en su vida natural. La misión se presenta compleja ya que no encontramos ningún puma, pero el comportamiento de los animales presentes hace presagiar que pronto se hará presente el León chileno. En el camino de nuestros navegantes, en medio de las aguas más tormentosas encontramos el vestigio del que fue uno de los tantos naufragios de la zona, en este caso el de Santa Leonor. Un barco que iba desde Buenos Aires a Valparaíso, pero las extremas condiciones lo hicieron sucumbir en 1968, dejando su rastro en medio del mar. Es acá donde nuestros aventureros descansarán y esperarán que la tormenta pase, ya que el paso hacia Carlos III se ve cada vez más lejano. La Patagonia nos ofrece una tregua en medio de la terrible tormenta que impide nuestro paso, después de 5 días de espera podemos continuar nuestro camino hacia la isla Carlos III donde iremos al encuentro de las majestuosas ballenas jorobadas. Pero antes, pasamos al observatorio de ballenas Whale Sound donde conversamos con el biólogo Juan Capella, quien nos ayudará buscando a los mamíferos marinos. |   |                                                             |                          |      |
| 9 | 3 | «Desafío 9: La caminata del fin del mundo»                  | 17 de septiembre de 2014 | N/A  |
| El siguiente desafío no será fácil, después de conocer la belleza de los reyes de la Patagonia, nuestros viajeros deben seguir adelante, partiendo desde Punta Arenas hacia el sur intentando llegar a la bahía Yendegaia. Primero el camino lo tomarán Ricardo Astorga y Pangal, quienes irán de paso por Porvenir, uno de los asentamientos del lugar. Porvenir es la capital de la provincia de Tierra del Fuego, siendo la ciudad más habitada de la zona, fue instalada durante 1883 durante la fiebre del oro, por lo que fue habitado tanto por chilenos como por europeos que venían tentados por la piedra dorada. Acá Ricardo nos cuenta toda su historia, desde los conflictos entre los habitantes indígenas y los europeos, en una constante lucha por el territorio que desencadenó en la desaparición de los Selknam en un tiempo de 25 años.Para Astorga, este lugar es conocido, ya que años antes lo recorrió todo en motocicleta.Mientras tanto, en el barco nuestros navegantes se dirigen al sur, atravesando el Estrecho de Magallanes en medio de una tormenta que amenaza con sucumbirlos, por lo que requieren el regreso urgente de Ricardo, quedando Pangal solo quien irá a conversar con el CMT: el Cuerpo militar del trabajo, quienes se encargan de crear los caminos y carreteras al sur. Ellos nos ayudarán a llegar al final de la carretera Austral para partir el camino a Yendegaia. Como el barco aún no da señales, Pangal decide ir a ayudar a Germán Yankoski en la esquila de las ovejas, preparándolas para el verano y conociendo un poco de la historia con el colono. Ya reunido el equipo, emprenden el camino al sur buscando llegar a la Bahía Yendegaia, pero este será más largo de lo planificado, puesto que son cerca de 63 km desde el fin del camino austral. Por lo que se ponen a caminar inmediatamente.En el camino notan la presencia de represas creadas por los castores, quienes representan una plaga y un peligro a los bosques patagónicos, por lo que Pangal y los demás deciden limpiar un poco el lugar. Pero otro problema mayor los enfrenta: Trinidad se encuentra muy enferma, con problemas de respiración y cansancio extremo, por lo que el camino se ve mucho más lento y se dificulta el paso, transformando un viaje corto en uno mucho más largo y cansador. Ya han pasado 3 días y saliendo del campamento nuestros viajeros notan que ha caído nieve durante la noche. Una tormenta extrema que dejó más de 10cm de altura, lo que sumado a la débil situación de Trini hace que nuestro equipo deba sentarse a discutir qué decisión tomar.La situación es extrema, el clima empeora y la salud de Trini también, por otro lado Pangal quiere seguir el camino a toda costa. ¿Qué decisión tomarán? |   |                                                             |                          |      |
| 10 | 3 | «Desafío 10: La caminata del fin del mundo parte 2»         | 24 de septiembre de 2014 | N/A  |
| La nieve desafía el regreso de nuestros aventureros, una tormenta terrible cambió el paisaje totalmente de la noche al día. Mientras el peso de la mochila y la incesante nieve ya hacen que Pangal vea difícil seguir subiendo, y a la vez perdió el camino de vuelta, pero puede llegar a la parte más alta, sobre 750 m.s.n.m., pero el viento alcanza fuerzas de más de 180 km/h impidiendo que pueda avanzar bien y no pueda ver el camino que se viene, por lo que urge salir rápidamente. Por otro lado, los caminantes no pueden avanzar bien, buscan rastros que dejaron en el camino de ida y las castoreras, pero el paisaje ha cambiado totalmente, además el cansancio ha hecho el viaje mucho más terrible, Trini sigue cada vez peor, y Cristóbal Leviú debe cargar su mochila, empeorando la situación. Pangal sufre un accidente en un paso en falso que realizó en el difícil camino, por lo que debe andar con más cuidado, pero este hecho provoca la caída del ánimo del equipo, arrepintiéndose de las decisiones tomadas, pero logran llegar a un lugar más plano donde pasarán la noche en medio de las dudas. Afortunadamente logran comunicarse con Ricardo Astorga, quien aliviado se da cuenta de que pasaron lo peor, ahora queda saber si llegaron los caminantes, quienes por su lado pueden llegar al CMT.Pero ya al otro día todo mejora, ya que después de días de caminar, Pangal llega al río, donde podrá tomar un camino seguro y sin problemas hacia la casa de lata donde encontrarán un paraíso, ya que hay abrigo, un techo bajo el que protegerse y mucha comida para recuperar las fuerzas. |   |                                                             |                          |      |
| 11 | 3 | «Desafío 11: La gran fiesta de la Patagonia»                | 1 de octubre de 2014     | N/A  |
| Luego de tres meses de recorrido por la Patagonia, el equipo de La Odisea finalizó el viaje con un gran asado patagónico junto a la comunidad de Puerto Williams. Ricardo Astorga conoció la localidad de Puerto Toro, el pueblo más austral del mundo y Pangal tuvo un encuentro muy arriesgado con un toro bagual. Por otro lado, Cristóbal Leviú va con unos amigos pescadores a buscar la riqueza del mar chileno, los centollones. |   |                                                             |                          |      |